# Альб-Дунай (район)
Район Альб-Дунай (нім. Alb-Donau-Kreis) — район землі Баден-Вюртемберг, Німеччина. Район підпорядкований урядовому округу Тюбінген, входить до складу регіону Дунай-Іллер (Donau-Iller). Центром району є місто Ульм. Населення становить 198 204 ос. (станом на 31 грудня 2020), площа — 1357,32 км². 

## Географія
На півночі район межує із районами Геппінген та Гайденгайм, на сході — із двома баварськими районами: Гюнцбург та Ной-Ульм та вільним містом Ульм, на півдні — із районом Біберах, на заході — із районом Ройтлінген.

## Демографія
Густота населення в районі становить 140 чол./км².
| Рік             | Населення |
| --------------- | --------- |
| 31. грудня 1973 | 155.120   |
| 31. грудня 1975 | 155.694   |
| 31. грудня 1980 | 160.377   |
| 31. грудня 1985 | 159.543   |
| 27. травня 1987 | 160.244   |

| Рік             | Населення |
| --------------- | --------- |
| 31. грудня 1990 | 168.981   |
| 31. грудня 1995 | 180.309   |
| 31. грудня 2000 | 185.929   |
| 31. грудня 2005 | 190.233   |
| 30. червня 2006 | 190.182   |

## Міста і громади
Район поділений на 8 міст, 47 громад та 10 об'єднань громад.
Міста
1. Блаубейрен (11 963)
2. Дітенгайм (6 567)
3. Ехінген (25 788)
4. Ербах (13 336)
5. Лайхінген (10 976)
6. Лангенау (14 161)
7. Мундеркінген (5 075)
8. Шельклінген (7 134)

Громади
1. Альмендінген (4 571)
2. Альтайм (585)
3. Альтайм (1 793)
4. Амштеттен (3 944)
5. Ассельфінген (1 036)
6. Баллендорф (664)
7. Бальцгайм (2 009)
8. Баймерштеттен (2 484)
9. Бергхюлен (1 952)
10. Бернштадт (2 046)
11. Блауштайн (15 323)
12. Берзлінген (175)
13. Брайтінген (276)
14. Дорнштадт (8 499)
15. Емерінген (132)
16. Емеркінген (860)
17. Грізінген (1 040)
18. Грундсгайм (197)
19. Гаузен-ам-Буссен (299)
20. Герольдштатт (2 638)
21. Гольцкірх (271)
22. Гюттісгайм (1 343)
23. Іллеркірхберг (4 669)
24. Іллерріден (3 324)
25. Лаутерах (605)
26. Лонзее (4 758)
27. Мерклінген (1 882)
28. Ненштеттен (822)
29. Неллінген (1 904)
30. Неренштеттен (344)
31. Обердішінген (2 003)
32. Обермархталь (1 263)
33. Оберштадіон (1 593)
34. Еллінген (514)
35. Епфінген (2 287)
36. Раммінген (1 282)
37. Рехтенштайн (284)
38. Роттенакер (2 178)
39. Шнюрпфлінген (1 377)
40. Зетцінген (619)
41. Штайг (3 204)
42. Унтермархталь (954)
43. Унтерштадіон (737)
44. Унтервахінген (185)
45. Вайденштеттен (1 237)
46. Вестергайм (2 873)
47. Вестерштеттен (2 168)